# Kirk Cousins
Kirk Daniel Cousins (* 19. August 1988 in Barrington, Illinois) ist ein US-amerikanischer American-Football-Spieler auf der Position des Quarterbacks. Er spielt bei den Atlanta Falcons in der National Football League (NFL). College Football spielte er für die Michigan State University, wo er für die Spartans von 2009 bis 2011 Starting Quarterback war. Im NFL Draft 2012 wurde er von den Washington Redskins in der 4. Runde gedraftet. Anschließend spielte Cousins auch sechs Jahre lang für die Minnesota Vikings.

## Collegekarriere
Im Jahr 2007 holte Spartans-Trainer Mark Dantonio Cousins an die Michigan State University. Cousins kam im Jahr 2007 zu keinem Einsatz. Im Jahr 2008 war er der Back-up Quarterback von Brian Hoyer. Er kam in fünf Spielen zum Einsatz, in denen er insgesamt für 310 Yards, zwei Touchdowns und eine Interception warf. Im Jahr 2009 wurde er zum Starting Quarterback ernannt und führte sein Team zu einer 6–7-Saisonbilanz. Er warf 19 Touchdowns und neun Interceptions bei insgesamt 2.680 Yards. Im Jahr 2010 führte er das Team zu elf Siegen und zwei Niederlagen. 2012 beendete seine Schule die Saison mit einer Bilanz von 11–3 und er spielte sein erstes Big-Ten-Meisterschaftsspiel. Sein letztes Spiel für die Spartans war der Sieg am 2. Januar 2012 über die Georgia Bulldogs im Outback Bowl.

## Profikarriere

### Washington Redskins

#### 2012
Im NFL Draft 2012 wurde er von den Washington Redskins in der 4. Runde an Position 102 gedraftet – eine Auswahl, die viele Experten überraschte, da die Redskins bereits mit ihrem ersten Pick Quarterback Robert Griffin III ausgewählt hatten. Cousins unterschrieb am 31. Mai 2012 seinen ersten Profivertrag über vier Jahre.
Im zweiten Spiel der Preseason warf Cousins im letzten Viertel drei Touchdown-Pässe gegen die Chicago Bears. Im letzten Spiel der Pre-Season gegen die Tampa Bay Buccaneers brachte Cousins 15 von 27 Pässen für insgesamt 222 Yards an. Anschließend wurde er zum zweiten Quarterback hinter Robert Griffin III ernannt.
Sein erstes Spiel in der Regular Season machte Cousins gegen die Atlanta Falcons im dritten Viertel, nachdem Robert Griffin III mit einer Gehirnerschütterung ausfiel. Cousins warf seinen ersten Touchdown in der NFL mit einem 77-Yard-Pass zu Santana Moss, zudem warf er zwei Interceptions.
Zu seinem zweiten NFL-Einsatz kam er in Woche 14 gegen die Baltimore Ravens. Im letzten Viertel lagen die Redskins mit acht Punkten zurück, als Robert Griffin III sich eine Knieverletzung zuzog. Cousins führte die Redskins mit einem Touchdownpass in die Overtime, wo sie durch ein Field Goal gewannen.
In der folgenden Woche, am 15. Dezember 2012, wurde Cousins als Starting Quarterback für das Spiel gegen die Cleveland Browns angekündigt, wodurch er sein erstes NFL-Spiel von Beginn machte. Nach einer verhaltenen ersten Hälfte half Cousins der Offensive in der zweiten Hälfte, 28 Punkte zu erzielen. Cousins beendete den Tag mit 26 von 37 angekommenen Pässen für 329 Yards und zwei Touchdowns, womit er die Washington Redskins zu einem 38:21-Sieg führte. An diesem Spieltag wurde Cousins zum Pepsi NFL Rookie der Woche gewählt. Insgesamt kam er in dieser Saison auf drei Einsätze, in denen er insgesamt 466 Yards, vier Touchdowns und drei Interceptions warf.

#### 2013
Am 11. Dezember 2013 wurde Cousins zum Starting Quarterback für den Rest der Saison ernannt, nachdem Robert Griffin III nach Verletzungen und schwachen Leistungen für den Rest der Saison geschont wurde. Cousins warf in den folgenden fünf Spielen insgesamt 854 Yards, vier Touchdowns und sieben Interceptions.

#### 2014
Am 2. Februar 2014 wurde berichtet, dass Cousins einen Wechsel in Betracht ziehe, nachdem weiterhin Robert Griffin III als Starting Quarterback vorgesehen war.
Im März kündigte Cousins an, er werde seine Trikotnummer zwölf für eine Spende von 12.000 US-Dollar an das Kirk Cousins Football Camp an seinen neuen Teamkollegen Andre Roberts abgeben. Cousins trägt seitdem die Nummer 8, die er auch schon während seiner Highschool- und College-Karriere trug.
Am zweiten Spieltag kam Cousins zu einem Einsatz gegen die Jacksonville Jaguars, nachdem Robert Griffin III das Spiel mit einer Knöchelverletzung beenden musste. Cousins beendete das Spiel mit 250 Yards, zwei Touchdowns und einem 41:10-Sieg. In der nächsten Woche, gegen die Philadelphia Eagles, durchbrach Cousins mit 427 Yards Raumgewinn durch Passspiel erstmals die 400-Yard-Marke. Washington verlor jedoch trotzdem nach einem engen Spiel mit 34:37.
Am fünften Spieltag zeigte Cousins nach einer peinlichen Vorstellung in der Vorwoche gegen die New York Giants, als er vier Interceptions geworfen hatte, gegen die aktuellen Super-Bowl-Champions Seattle Seahawks Fortschritte, indem er zwei Touchdowns und keine Interception warf. Trotz der soliden Leistung von Cousins verloren die Redskins das Spiel mit 17:27. Nach einer schlechten Leistung in der ersten Hälfte gegen die Tennessee Titans im nächsten Spiel wurde er zur Halbzeit zu Gunsten von Colt McCoy auf die Bank gesetzt und spielte für den Rest der Saison kein Spiel mehr.

#### 2015

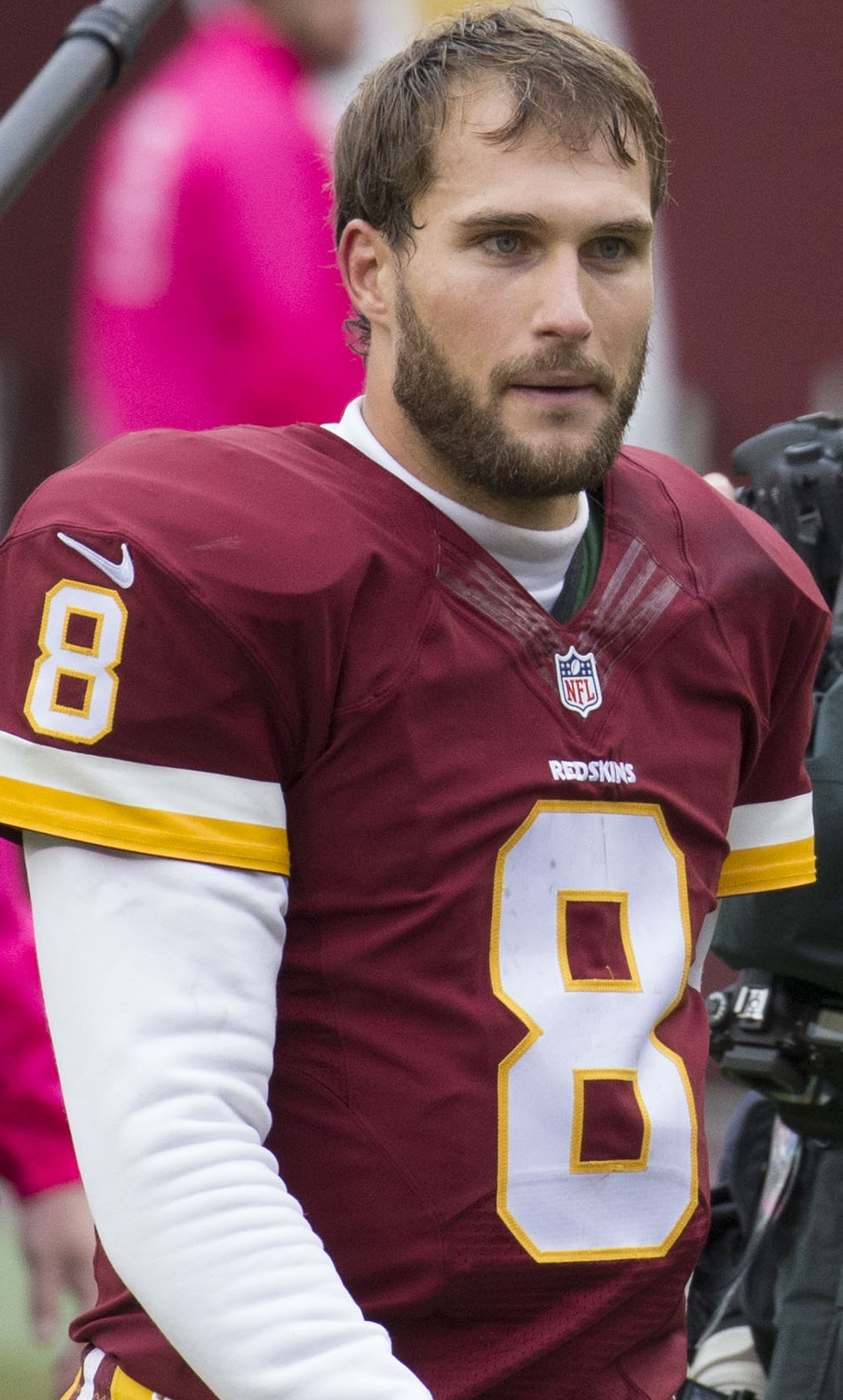
Kirk Cousins 2015

Am 31. August 2015 wurde bekannt gegeben, dass Cousins die Saison als Starting-Quarterback beginnt und somit Robert Griffin III ersetzt.
Am 25. Oktober verhalf Cousins seinem Team zum größten Comeback der Vereinsgeschichte. Nachdem die Redskins zur Halbzeit mit 24:0 gegen die Tampa Bay Buccaneers zurücklagen, spielte er nach der Halbzeit groß auf und verhalf den Redskins zu einem 31:30-Sieg. In diesem Spiel erzielte Cousins insgesamt 317 Yards Raumgewinn und vier Touchdowns, davon drei durch Pässe und einen durch einen eigenen Lauf. Cousins stellte auch den Vereinsrekord von 33 angekommenen Pässen in einem Spiel ein und zog mit Jason Campbell gleich, der dies im Jahr 2007 geschafft hatte. Auf dem Weg in die Umkleidekabine schrie Cousins „YOU LIKE THAT?!“ in eine laufende Kamera, was zur Catchphrase (Schlagwort, Motto) von Cousins wurde. Cousins und sein Bruder Kyle sicherten sich anschließend die Rechte an diesem Spruch und druckten damit T-Shirts, deren Erlöse an die International-Justice-Mission-Wohltätigkeitsorganisation gespendet werden.
Am 15. November warf Cousins beim 47:14-Sieg gegen die New Orleans Saints vier Touchdowns, was seine Karriere-Bestleistung darstellte. Er schaffte dabei ein perfektes Spiel mit einem Passer-Rating von 158,3. Damit ist er der erste Redskins-Quarterback, der dies mit mindestens 20 Passversuchen seit 1950 schaffte. Am 20. Dezember gegen die Buffalo Bills warf Cousins erneut vier Touchdowns und erlief einen weiteren.
In der folgenden Woche gegen die Philadelphia Eagles verhalf Cousins den Redskins mit seinen vier Touchdowns zum ersten NFC-East-Titel seit 2012.
Am 10. Januar spielten die Redskins in der Wild-Card-Runde der Play-offs gegen die Green Bay Packers. Cousins warf einen Touchdown und brachte 29 von 46 Pässen an den Mann. Er wurde sechsmal gesackt, fumblete den Ball einmal und die Redskins verloren das Spiel mit 18:35.

#### 2016
Cousins' Vertrag wurde von den Redskins am 3. März 2016 per Franchise Tag um ein Jahr verlängert und beinhaltete ein Gehalt von 20 Millionen US-Dollar.
Während des Spiels der International Series in der 9. Woche gegen die Cincinnati Bengals warf Kirk Cousins im Wembley-Stadion die bis dahin meisten Yards in seiner Karriere (458 Yards), das Spiel endete 27:27 unentschieden.

#### 2017
Vor der Saison 2017 konnten sich die Redskins und Cousins erneut nicht auf einen längerfristigen Vertrag einigen, und der Quarterback wurde wiederum mit dem Franchise Tag versehen. Cousins ist der erste Spieler der NFL-Geschichte, der in zwei aufeinanderfolgenden Saisons von seinem Team den Franchise Tag bekommen hat.
2017 verpassten Cousins und die Redskins mit einer 7–9-Saisonbilanz zum zweiten Mal in Folge die Play-offs; Cousins beendete das Jahr mit 347 von 540 angebrachten Pässen für 4093 Yards, 27 Touchdown-Pässen, 13 Interceptions und vier Lauf-Touchdowns.

### Minnesota Vikings

#### 2018
Am 15. März 2018 unterzeichnete Cousins einen Dreijahresvertrag für garantierte 84 Millionen US-Dollar bei den Minnesota Vikings. Dadurch wurde er zum höchstbezahlten Spieler der NFL-Geschichte, nachdem er ein Vertragsangebot über 90 Millionen Dollar von den New York Jets abgelehnt hatte. In seiner ersten Saison bei den Vikings konnte Cousins zwar mit 4.298 Yards, 30 Touchdowns bei 10 Interceptions, 70,1 % erfolgreichen Pässen und einem Quarterback Rating von 99,7 gute Zahlen – ähnlich denen von Tom Brady, der in dieser Saison mit den Patriots den Super Bowl gewann – vorweisen, dennoch verpassten die Vikings trotz einer gut aufgestellten Mannschaft die Play-offs. Neben einer schwachen Offensive Line stand auch Cousins deswegen in der Kritik. Trotz seiner im Durchschnitt guten Zahlen zeigte Cousins vor allem gegen stärkere Teams schwache Leistungen, ihm wurden mangelnde Führungsqualitäten nachgesagt.

#### 2019
Nachdem die Vikings von den ersten vier Partien der Saison 2019 zwei Spiele gewannen, aber auch gegen die beiden Divisionskonkurrenten Green Bay Packers und Chicago Bears verloren hatten, wurde Cousins öffentlich stark kritisiert, insbesondere von seinen Wide Receivern Adam Thielen und Stefon Diggs. Nach einer Umstellung des Play-Callings der Vikings auf mehr Passspiel und auch mehr Play-Action-Spielzüge, zeigte Cousins mehrere starke Leistungen. Ihm gelangen in drei Spielen in Folge mindestens 300 Yards Raumgewinn im Passspiel und ein Quarterback Rating von über 135, was zuvor kein anderer NFL-Spieler geschafft hatte. Cousins führte die Vikings als sechstgesetztes Team in die Play-offs, wo sie nach einem überraschenden Auswärtssieg über die New Orleans Saints gegen die San Francisco 49ers ausschieden. Im Vergleich zur Vorsaison konnte er sich verbessern und war mit einem Quarterback Rating von 107,4 einer der besten Quarterbacks der Saison. Da Aaron Rodgers verletzungsbedingt absagte, wurde Cousins nachträglich in den Pro Bowl berufen.

#### 2020
Am 16. März 2020 einigte sich Cousins mit den Vikings auf eine Vertragsverlängerung um zwei Jahre über 66 Millionen US-Dollar. Wie schon im Vorjahr startete Cousins schwach in die Saison. In den ersten sechs Spielen, von denen die Vikings fünf verloren, warf er zehn Interceptions bei elf Touchdownpässen. Insbesondere nach der Niederlage gegen die bis dahin sieglosen Atlanta Falcons, in dem ihm bereits in der ersten Hälfte drei Picks unterliefen, stand Cousins stark in der Kritik. Da die einzige Alternative zu Cousins im Kader der Vikings Sean Mannion mit keinem Touchdownpass und drei Interceptions bei zwei Starts war, geriet seine Position als Starting Quarterback dennoch nicht in Gefahr. Nach der Bye-Week von Minnesota am siebten Spieltag spielte Cousins jedoch deutlich besser und zählte in mehreren statistischen Kategorien zu den besten Quarterbacks der Liga. Mit einer zwischenzeitlichen Bilanz von 6–6 waren die Vikings nach 13 Spieltagen noch im Kampf um die Play-offs. Begünstigt wurde Cousins′ Performance auch durch die Rookie-Saison des Wide Receivers Justin Jefferson. Insgesamt warf Cousins in der Saison 2020 35 Touchdownpässe, womit er einen neuen Karrierebestwert aufstellte, und 13 Interceptions. Minnesota verpasste mit sieben Siegen und neun Niederlagen am Ende knapp den Einzug in die Postseason.

#### 2022
In der Saison 2022 konnte er mit den Vikings die NFC North gewinnen, mit einem Stand von 13 Siegen zu 4 Niederlagen. In der darauf folgenden Wild Card Round unterlag man mit 24:31 den New York Giants.

#### 2023
Am 8. Spieltag zog Cousins sich beim Sieg über die Green Bay Packers einen Achillessehnenriss zu und fiel damit für den Rest der Saison aus. Vor dem Spiel hatte Cousins die Liga in Touchdownpässen (16) angeführt und verzeichnete mit 2057 Yards Raumgewinn im Passspiel den zweitbesten Wert der Saison. Zuvor hatte Cousins in seiner Zeit bei den Vikings lediglich zwei Spiele verpasst, keines davon verletzungsbedingt.

### Atlanta Falcons

#### 2024
Nach Ablauf seines Vertrags in Minnesota unterschrieb Cousins am 13. März 2024 einen Vierjahresvertrag im Wert von 180 Millionen US-Dollar bei den Atlanta Falcons. Die Saison 2024 verlief sowohl für sein neues Team als auch für ihn persönlich enttäuschend. Die Falcons verpassten mit einer negativen 8:9-Bilanz die Play-offs; Cousins selbst warf in der Saison ebenso wie Baker Mayfield von den Tampa Bay Buccaneers 16 Interceptions. Das war ligaweit der schlechteste Wert. Nachdem Cousins in den Wochen 10 bis 15 jeweils nur ein Quarterback Rating unter 80 erreichte und in diesem Zeitraum nur einen Touchdown bei 9 Interceptions warf, verlor er seine Position des Starting Quarterback an den vor der Saison an Nummer acht gedrafteten Rookie Michael Penix und kam bis zum Ende der Saison nicht mehr zum Einsatz.

## Profi-Statistik

### Reguläre Saison
| [ 41 ] | [ 41 ] | [ 41 ] | [ 41 ] | Gepasst | Gepasst | Gepasst | Gepasst | Gepasst | Gepasst | Gepasst | Gepasst   | Erlaufen | Erlaufen | Erlaufen | Erlaufen | Sacked | Sacked | Fumbles | Fumbles | Saisonbilanz        |
| Jahr   | Team   | S      | SG     | Komp    | Ver     | %       | Yds     | Y/V     | TD      | Int     | QB Rating | Ver      | Yds      | Y/V      | TD       | Sack   | Yds    | Fum     | Verl    | G/V/U (als Starter) |
| ------ | ------ | ------ | ------ | ------- | ------- | ------- | ------- | ------- | ------- | ------- | --------- | -------- | -------- | -------- | -------- | ------ | ------ | ------- | ------- | ------------------- |
| 2012   | WSH    | 3      | 1      | 33      | 48      | 68,8    | 466     | 9,7     | 4       | 3       | 101,6     | 3        | 22       | 7,3      | 0        | 3      | 27     | 1       | 0       | 1–0                 |
| 2013   | WSH    | 5      | 3      | 81      | 155     | 52,3    | 854     | 5,5     | 4       | 7       | 58,4      | 4        | 14       | 3,5      | 0        | 5      | 32     | 3       | 2       | 0–3                 |
| 2014   | WSH    | 6      | 5      | 126     | 204     | 61,8    | 1710    | 8,4     | 10      | 9       | 86,4      | 7        | 20       | 2,9      | 0        | 8      | 70     | 2       | 2       | 1–4                 |
| 2015   | WSH    | 16     | 16     | 379     | 543     | 69,8    | 4166    | 7,7     | 29      | 11      | 101,6     | 26       | 48       | 1,8      | 5        | 26     | 186    | 9       | 3       | 9–7                 |
| 2016   | WSH    | 16     | 16     | 406     | 606     | 67,0    | 4917    | 8,1     | 25      | 12      | 97,3      | 34       | 96       | 2,8      | 4        | 23     | 180    | 9       | 3       | 8–7–1               |
| 2017   | WSH    | 16     | 16     | 347     | 540     | 64,3    | 4093    | 7,6     | 27      | 13      | 93,9      | 49       | 179      | 3,7      | 4        | 41     | 342    | 13      | 5       | 7–9                 |
| 2018   | MIN    | 16     | 16     | 425     | 606     | 70,1    | 4298    | 7,1     | 30      | 10      | 99,7      | 44       | 123      | 2,8      | 1        | 41     | 342    | 9       | 7       | 8–7–1               |
| 2019   | MIN    | 15     | 15     | 307     | 444     | 69,1    | 3603    | 8,1     | 26      | 6       | 107,4     | 31       | 63       | 2,0      | 1        | 28     | 206    | 10      | 3       | 10–5                |
| 2020   | MIN    | 16     | 16     | 349     | 516     | 67,6    | 4265    | 8,3     | 35      | 13      | 105,0     | 32       | 156      | 4,9      | 1        | 39     | 256    | 9       | 5       | 7–9                 |
| 2021   | MIN    | 16     | 16     | 372     | 561     | 66,3    | 4221    | 7,5     | 33      | 7       | 103,1     | 29       | 115      | 4,0      | 1        | 29     | 197    | 12      | 2       | 8–8                 |
| 2022   | MIN    | 17     | 17     | 424     | 643     | 65,9    | 4547    | 7,1     | 29      | 14      | 92,5      | 31       | 97       | 3,1      | 2        | 46     | 329    | 7       | 3       | 13–4                |
| 2023   | MIN    | 8      | 8      | 216     | 311     | 69,5    | 2331    | 7,5     | 18      | 5       | 103,8     | 14       | 25       | 1,8      | 0        | 17     | 110    | 7       | 4       | 4–4                 |
| 2024   | ATL    | 14     | 14     | 303     | 453     | 66,9    | 3508    | 7,7     | 18      | 16      | 88,6      | 23       | 0        | 0,0      | 0        | 28     | 201    | 13      | 2       | 7–7                 |
| Gesamt | Gesamt | 164    | 159    | 3.768   | 5.630   | 66,9    | 42.979  | 7,6     | 288     | 126     | 97,4      | 327      | 958      | 2,9      | 19       | 332    | 2.408  | 104     | 41      | 83–74–2             |

### Playoff
| [ 41 ] | [ 41 ] | [ 41 ] | [ 41 ] | Gepasst | Gepasst | Gepasst | Gepasst | Gepasst | Gepasst | Gepasst | Gepasst   | Erlaufen | Erlaufen | Erlaufen | Erlaufen | Sacked | Sacked | Fumbles | Fumbles | Saisonbilanz        |
| Jahr   | Team   | S      | SG     | Komp    | Ver     | %       | Yds     | Y/V     | TD      | Int     | QB Rating | Ver      | Yds      | Y/V      | TD       | Sack   | Yds    | Fum     | Verl    | G/V/U (als Starter) |
| ------ | ------ | ------ | ------ | ------- | ------- | ------- | ------- | ------- | ------- | ------- | --------- | -------- | -------- | -------- | -------- | ------ | ------ | ------- | ------- | ------------------- |
| 2012   | WSH    | 1      | 0      | 3       | 10      | 30,0    | 31      | 3,1     | 0       | 0       | 40,0      | 1        | 0        | 0,0      | 0        | 0      | 0      | 1       | 0       | –                   |
| 2015   | WSH    | 1      | 1      | 29      | 46      | 63,0    | 329     | 7,2     | 1       | 0       | 91,7      | 2        | 2        | 1,0      | 1        | 6      | 59     | 3       | 1       | 0–1                 |
| 2019   | MIN    | 2      | 2      | 40      | 60      | 66,7    | 414     | 6,9     | 2       | 1       | 90,6      | 2        | −1       | −0,5     | 0        | 8      | 56     | 1       | 0       | 1–1                 |
| 2022   | MIN    | 1      | 1      | 31      | 39      | 79,2    | 273     | 7,0     | 2       | 0       | 112,9     | 1        | 1        | 1,0      | 1        | 1      | 0      | 0       | 0       | 0–1                 |
| Gesamt | Gesamt | 5      | 4      | 103     | 155     | 66,5    | 1047    | 6,8     | 5       | 1       | 93,7      | 6        | 2        | 0,3      | 2        | 14     | 115    | 5       | 1       | 1–3                 |

## Persönliches
Cousins ist praktizierender evangelikaler Christ. Am 28. Juni 2014 heiratete er Julie Hampton in Atlanta, Georgia. Zusammen mit seiner Frau hat er zwei Söhne, Cooper und Turner. Während seiner Zeit bei den Redskins erhielt Cousins von den Medien den Spitznamen „Captain Kirk“ für seine Präsenz als Anführer, in Anlehnung an die Star-Trek-Figur.
Cousins ist ein Cousin des aktuellen Pitchers der Houston Astros, Jake Cousins.
Cousins wurde während der NFL-Saison 2022 auf und neben dem Spielfeld für die Netflix- und NFL-Films-Dokumentationsserie Quarterback aufgenommen, die am 12. Juli 2023 auf Netflix debütierte. Auch an der zweiten Staffel nahm er teil.